# Kolk (water)

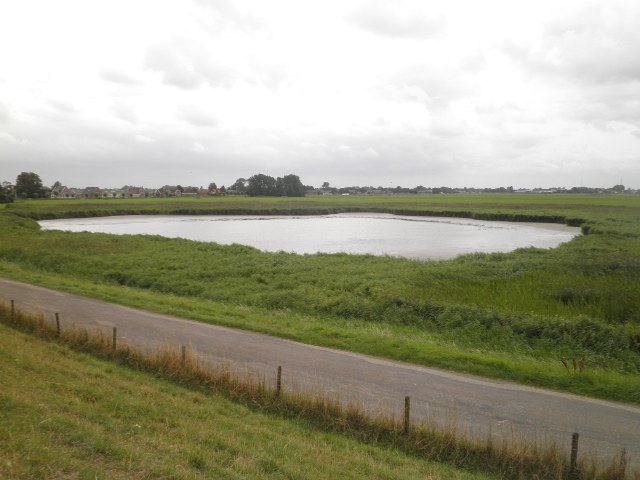
De Koogbraak, een kolk bij Etersheim

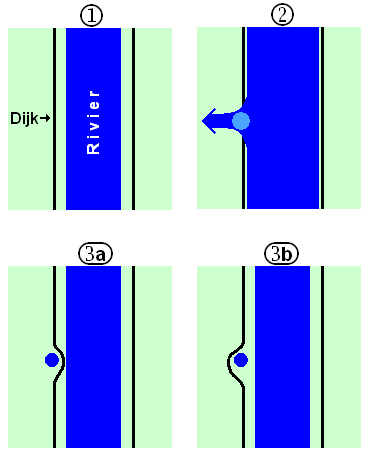
Het ontstaan van binnen- en buitendijkse kolken
Fase 1: Een rivier stroomt tussen twee dijken
Fase 2: Het water in de rivier is hoog. Een deel van een dijk is niet tegen het vele water bestand, waardoor het water door de dijk breekt. Op de plaats van de dijkdoorbraak komt het water met grote kracht naar beneden, waardoor er een diepe kuil ontstaat
Fase 3: Als het water in de rivier weer een normaal niveau bereikt heeft, blijft de diepe kuil vol water. Dit is de kolk. Deze wordt na verloop van tijd wel kleiner, maar zal niet of pas na zeer lange tijd weggaan. Omdat het wiel zo diep is, is het onmogelijk om de dijk op dezelfde plaats aan te leggen. Men kan de nieuwe dijk dan tussen de rivier en het wiel aanleggen (3a) of aan de andere zijde van het wiel (3b). In situatie a is sprake van een binnendijks wiel, in situatie b is sprake van een buitendijks wiel

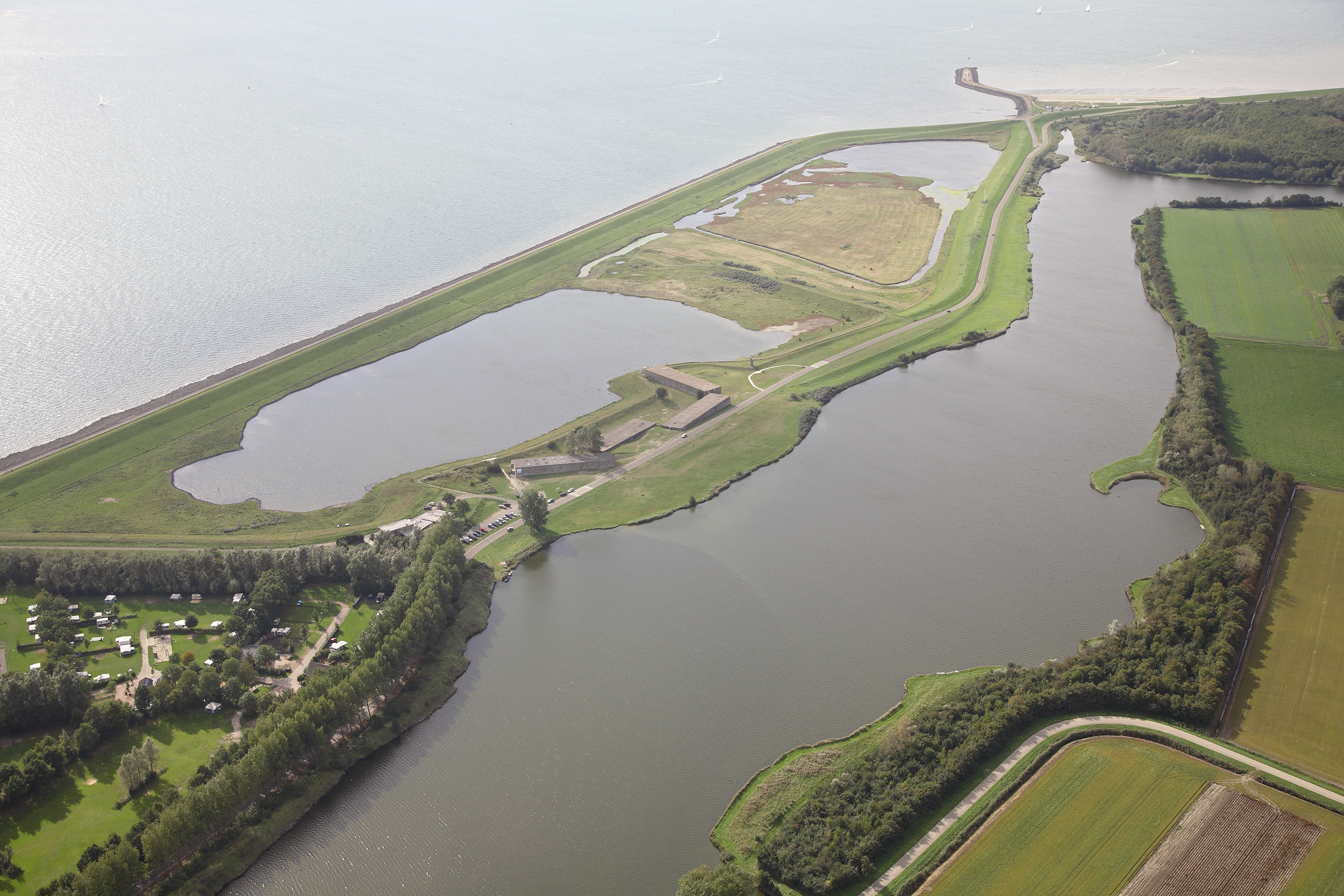
Kolken bij Ouwerkerk, zowel binnen- als buitendijks, ontstaan tijdens de watersnood 1953

Een kolk, wiel, waai, waal, weel of braak is een diepe kuil of poel, een klein type oppervlaktewater.

## Kolken ontstaan door dijkdoorbraken
Langs rivier- en zeedijken zijn kolken de overblijfsels van dijkdoorbraken. Door het rondkolkende water zijn diepe gaten ontstaan, tot wel 10 meter diep. Uit het gat werd achter de kolk grond afgezet, vaak zand uit de dieper gelegen lagen (overslaggrond). Bij het doorbreken was de kracht van het water vaak zo groot, dat de dijk niet meer te dichten was. Om de kolk werd dan een nieuw stuk dijk gebouwd. Wat nu nog resteert zijn vaak kleine, diepe poelen. Ten zuiden van de Westerschelde worden ze valput genoemd en in Noord-Holland braak (voorbeeld: Moordenaarsbraak). 
De samenstelling van het water binnen kolken verschilt met de samenstelling van zee- of rivierwater. Een kolk bevat minder chloride-ionen dan het rivierwater dat naast de kolk stroomt.
Bij dit soort kolken kan men twee soorten onderscheiden:
- Buitendijkse wielen; deze liggen tussen het water dat de dijkdoorbraak veroorzaakte (rivier, zee) en de nieuw aangelegde dijk. Bij hoog water komt een dergelijk wiel vaak in de stroom van het oppervlaktewater te liggen.
- Binnendijkse wielen; hier is de dijk tussen de kolk en het oppervlaktewater aangelegd.

In het rivierenlandschap van de Lage Landen komen beide soorten veel voor, dit maakt dat veel dijken een bochtig traject volgen.

## Kolken voor drink- en bluswater

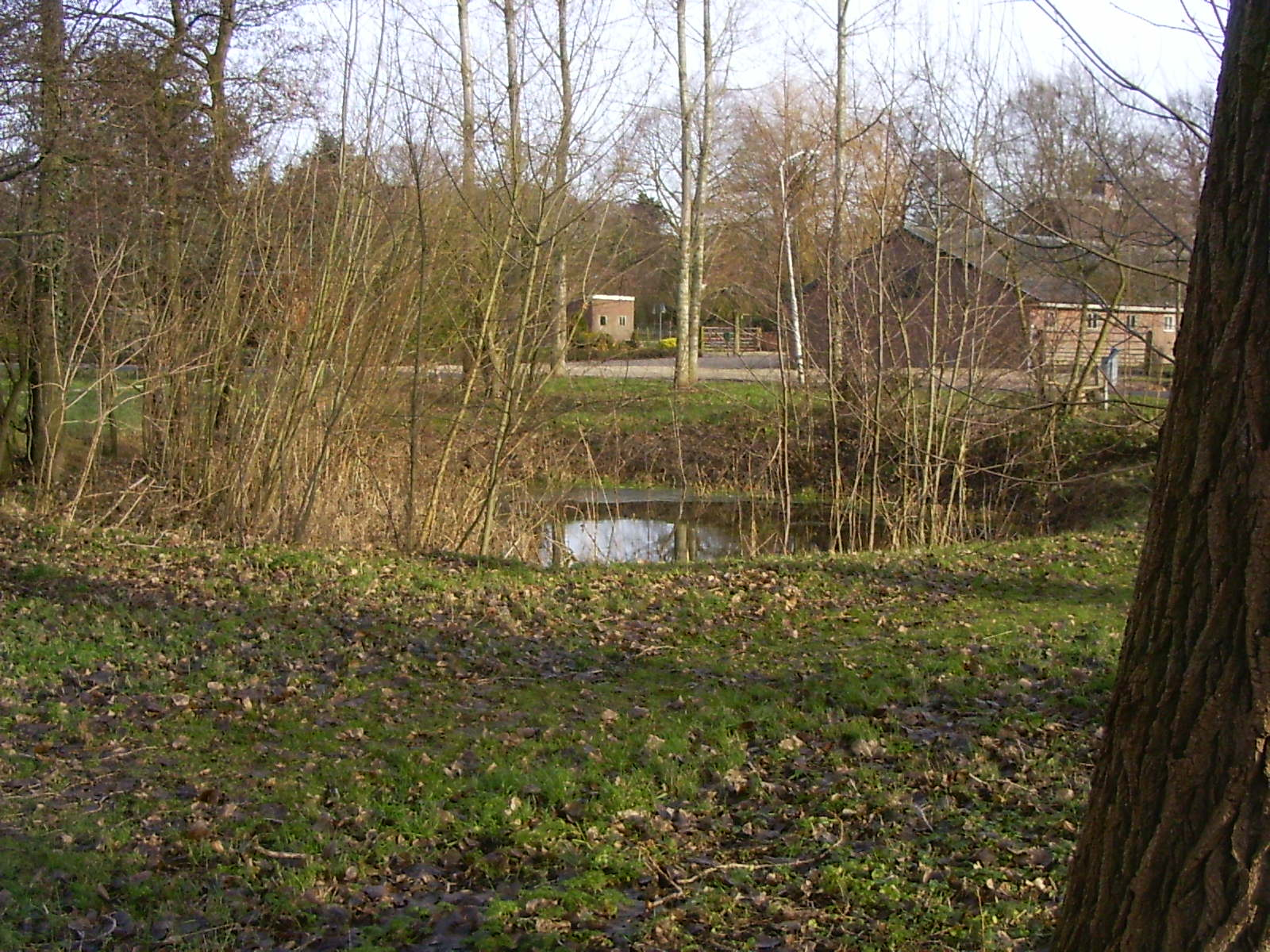
Peppelderkolk

Een kolk kan in de Saksische brinkdorpen ook een gegraven poel voor drink- of bluswater zijn, zoals in de westelijke Veluwezoom waar bijvoorbeeld in Wageningen onder meer de Peppelderkolk en de Kolk van Leeuwen bewaard zijn gebleven. Een dergelijke kolk wordt ook wel dobbe genoemd.

## Molenkolk

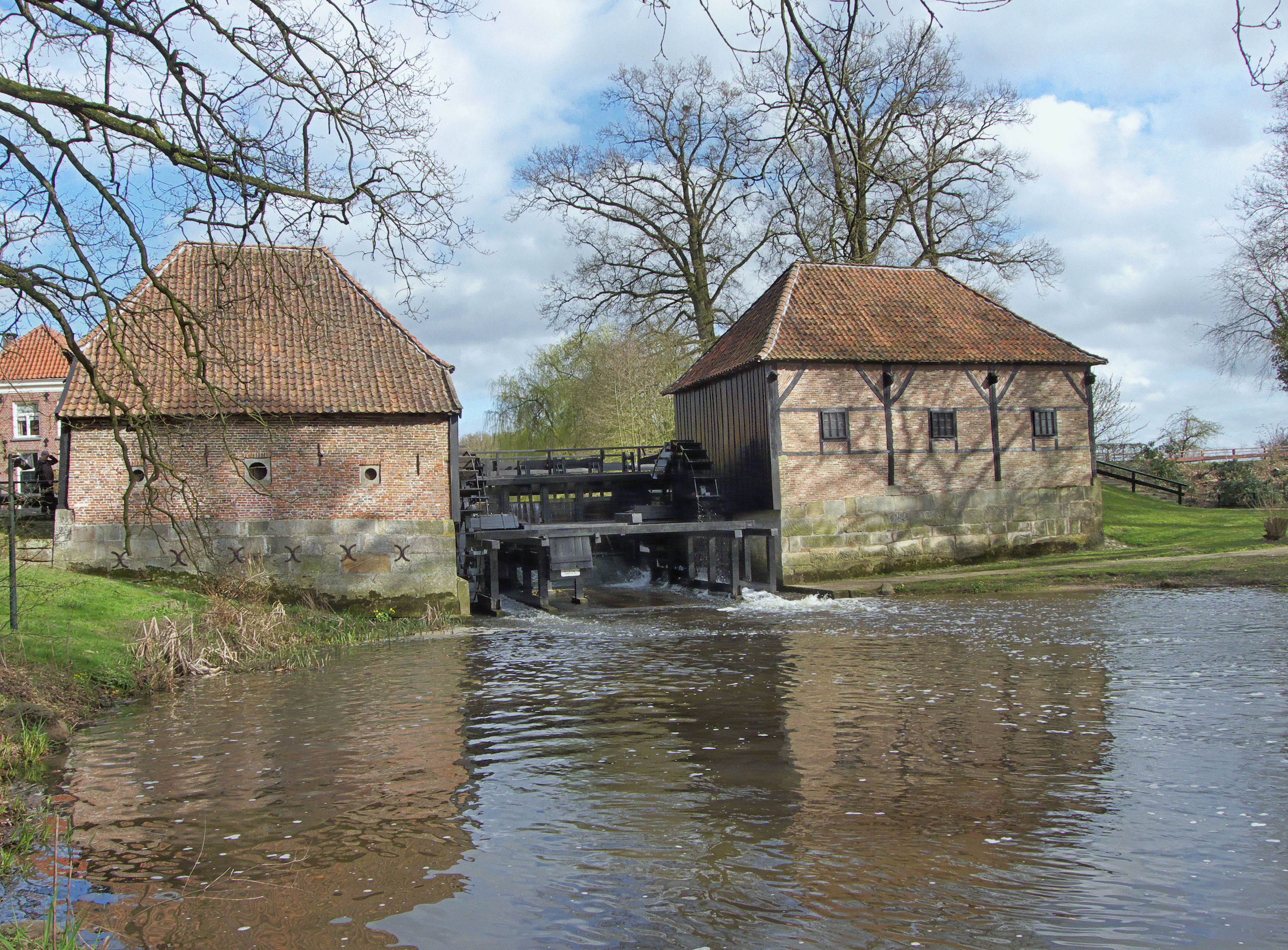
Kolk bij de Oostendorper watermolen

Een molenkolk of molenwiel is een kunstmatige vijver bij een watermolen, soms stroomopwaarts om water te verzamelen en vaak stroomafwaarts om het water tot rust te laten komen.